# Mary Keitany
Mary Jepkosgei Keitany (Kisok, 18 de janeiro de 1982) é uma fundista queniana, tricampeã das maratonas de Londres e de Nova York, recordista mundial da meia-maratona e da maratona em provas corridas só por mulheres. Ela também possui os recordes mundiais das 10 milhas, 20 km e 25 km.
Keitany começou a correr na escola primária e em 2002 juntou-se a um grupo de jovens corredores chamado Hidden Talent Academy. Em janeiro de 2006 participou de sua primeira competição adulta, aos 24 anos, ficando na 21ª colocação de uma corrida de 5 km. Após conseguir algum sucesso em corridas locais no Quênia, ela competiu no exterior pela primeira vez, vencendo algumas provas na Europa. Em 2009 venceu uma meia-maratona em Lille, na França, marcando 1h07m00s, uma marca expressiva que a colocou como a sétima mais rápida do mundo nesta distância. Seu desempenho em Lille a fez ser convocada para o Campeonato Mundial de Meia Maratona de 2009 realizado em Birmingham, na Inglaterra, onde conquistou a medalha de ouro com a melhor marca pessoal de 1h06m36s. Sua marca era a segunda melhor do mundo. No mesmo Mundial ganhou um segundo ouro por equipes.
Keitany estreou em maratonas com um terceiro lugar na Maratona de Nova York de 2010. Em fevereiro de 2011, continuando seu domínio na prova menor, quebrou o recorde mundial da meia-maratona em Ras Al Khaimah, nos Emirados Árabes (1h05m50s). Em abril, ganhou sua primeira maratona, a Maratona de Londres, em 2h19m19s. No ano seguinte voltou a Londres para defender seu título e tornou-se bicampeã da prova, com nova melhor marca pessoal de 2h18m37s, o que a colocou como a terceira mulher mais rápida da maratona na história, suplantada apenas pela britânica Paula Radcliffe e pela russa Liliya Shobukhova.
Com essas credenciais, Keitany chegou aos Jogos de Londres 2012 como favorita à medalha de ouro ao lado de Shobukhova. Durante toda a prova ela esteve no pelotão da frente, puxando o ritmo,  até os últimos dois quilômetros quando, para surpresa dos analistas e espectadores, perdeu velocidade, ficou para trás e acabou apenas em quarto lugar, fora do quadro de medalhas.
Depois de se retirar das competições em 2013 devido à gravidez e ao nascimento de seu segundo filho,voltou às maratonas em grande estilo   vencendo a Maratona de Nova York por três edições seguidas, em 2014, 2015 e 2016. Ela entretanto não foi selecionada para integrar a equipe queniana na Rio 2016.
Em 2017 Keitany venceu pela terceira vez a Maratona de Londres e conquistou o recorde mundial desta prova corrida só com mulheres, com a marca de 2:17:01, atrás apenas do recorde geral da britânica Paula Radcliffe, obtido em 2003 no mesmo percurso quando a maratona então era disputada com a largada dada ao mesmo tempo para homens e mulheres. Sua marca e seu recorde nacional queniano foram quebrados dois anos depois pela compatriota Brigid Kosgei, que venceu a Maratona de Chicago de 2019 em 2:14:04, um novo recorde queniano e mundial geral.